# Patrick Schneider (Leichtathlet, 1972)
Patrick Schneider (* 21. Dezember 1972 in Stuttgart) ist ein ehemaliger deutscher Leichtathlet.
Er war Sprinter des SV Salamander Kornwestheim (LG Salamander Kornwestheim). In der deutschen Leichtathletiknationalmannschaft kam er auf neun Einsätze.
Aufgrund seiner Start- und Beschleunigungsfähigkeiten war Patrick Schneider insbesondere über die in der Halle gelaufene kurze Sprintdistanz von 60 Meter erfolgreich. Sein 1999 anlässlich der Deutschen Hallenmeisterschaften in Karlsruhe aufgestellter Deutscher Meisterschaftsrekord über 60 Meter von 6,54 s ist noch heute gültig (Stand 2015). Ebenfalls 1999 war er Halbfinalteilnehmer über 60 Meter bei den Hallenweltmeisterschaften in Maebashi, Japan.

## Erfolge international
- 1998: Halleneuropameisterschaften in Valencia, Spanien: Teilnahme 60 m
- 1998: Europameisterschaften in Budapest, Ungarn: Platz 5 mit der 4 × 100-m-Staffel
- 1998: Weltcup in Johannesburg, Südafrika: Platz 7 mit der 4 × 100-m-Staffel
- 1998: Europacup in St. Petersburg, Russland: Platz 5 mit der 4 × 100-m-Staffel
- 1999: Hallenweltmeisterschaften in Maebashi, Japan: Halbfinalteilnahme 60 m
- 1999: Europacup in Paris, Frankreich: Platz 3 mit der 4 × 100-m-Staffel
- 2000: Europacup in Gateshead, Vereinigtes Königreich: Platz 6 mit der 4 × 100-m-Staffel

## Erfolge national
- 1993: Deutsche Hallenmeisterschaften in Sindelfingen: Silber 60 m
- 1995: Deutsche Meisterschaften in Bremen: Bronze mit der 4 × 100-m-Staffel des SV Salamander Kornwestheim
- 1998: Deutsche Hallenmeisterschaften in Sindelfingen: Gold 60 m
- 1998: Deutsche Meisterschaften in Berlin: Bronze 100 m
- 1999: Deutsche Hallenmeisterschaften in Karlsruhe: Gold 60 m
- 1999: Deutsche Meisterschaften in Erfurt: Silber 100 m
- 1999: Deutsche Meisterschaften in Erfurt: Gold mit der 4 × 100-m-Staffel des SV Salamander Kornwestheim

## Bestleistungen
- 60 m (Halle): 6,54 s (21. Februar 1999, Karlsruhe)
- 100 m (Freiluft): 10,28 s (13. Juni 1999, Nürnberg)